# Олія жожоби

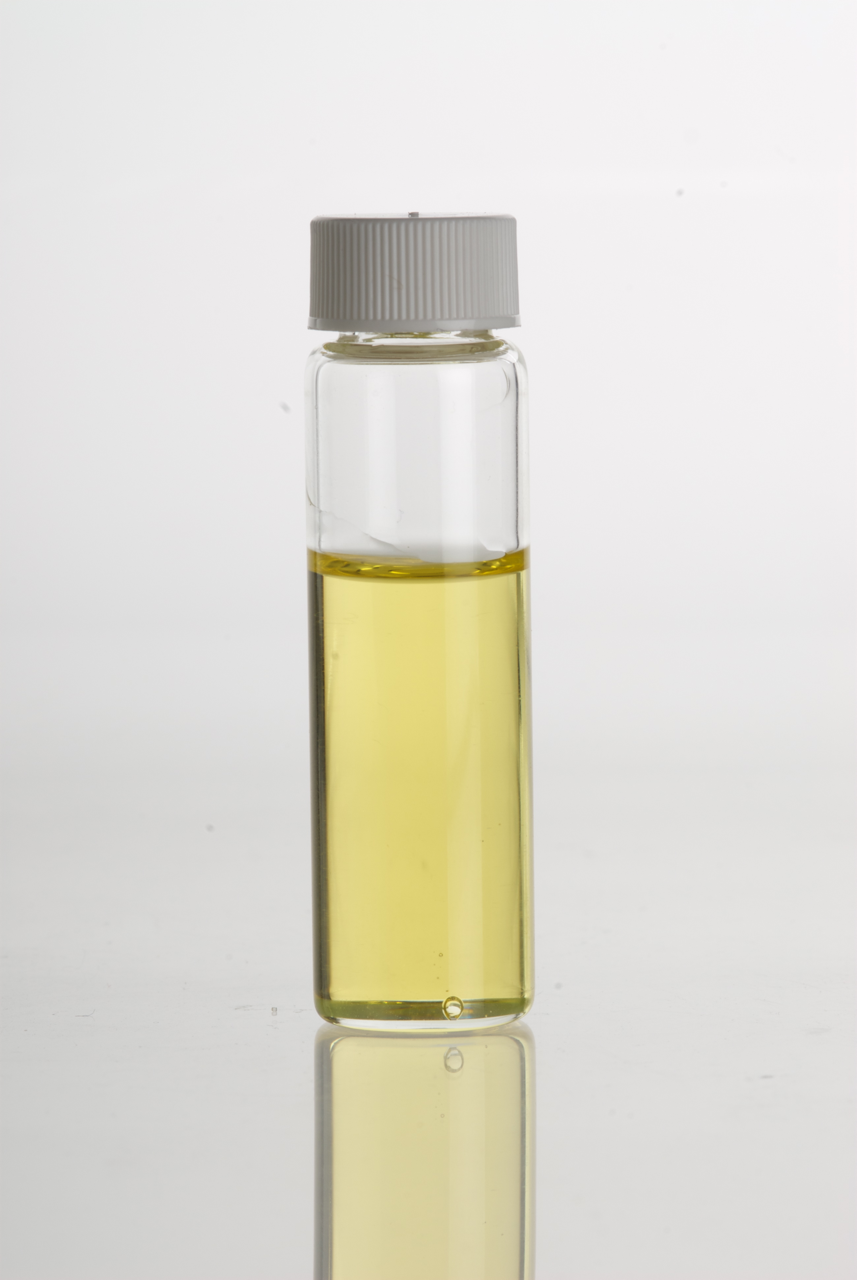
Скляний флакон із олією жожоби

Олія жожоби i[həˈhoʊbə] — рідина, яку добувають із насіння рослини Simmondsia chinensis (жожоби), чагарника, який росте в Південній Аризоні, Південній Каліфорнії та на північному заході Мексики. Вміст олії становить близько 50 % відносно ваги насінини. Терміни «олія» і «віск жожоби» взаємозамінні, бо воски майже повністю складається (~97 %) із моно-ефірів довголанцюгових жирних кислот і спиртів, та містять лише малу частку тригліцеридів, на відміну від олій, але у випадку жожоби віск подібний олії і перебуває в рідкому стані за звичайних умов. Такий склад зумовлює його тривалий термін придатності і виняткову стійкість до високих температур, у порівнянні з справжніми рослинними оліями.

## Історія
Корінні американці добували олію із насіння жожоби, для того, щоб лікувати виразки і рани. Збір та обробку насіння спочатку проводили з природних джерел до 1970-х років, потім жожобу ввели в культуру.
У 1943 році, багато природних ресурсів США, включаючи олію жожоби, використовували під час війни як присадки в моторні оливи, мастила коробок передач і диференційного трансмісійного мастила. Кулемети змащували та доглядали олією жожоби.

## Зовнішній вигляд
Нерафінована олія жожоби за кімнатної температури має вигляд золотистої рідини з легким горіховим запахом. Рафінована олія жожоби безбарвна і без запаху. Температура плавлення олії становить близько 10°C і йодне число — близько 80. Олія жожоби містить мало тригліцеридів, на відміну від більшості інших рослинних олій, таких як олія виноградних кісточок і кокосова олія, тому належить до таких, які можуть зберігатися тривалий час, на відміну від інших рослинних олій. Вона має індекс стійкості до окислення приблизно 60, що означає, що вона придатна до зберігання більше, ніж сафлорова, ріпакова, мигдалева олії або сквален, але менш стійка ніж рицинова і кокосова олії.

## Властивості
| температура замерзання | 7-10,6 °С                            |
| показник заломлення    | 1,4650 при 25 °С                     |
| питома вага            | 0,863 при 25 °С                      |
| точка димоутворення    | 195 °C                               |
| температура спалаху    | 295 °C                               |
| йодне число            | 82                                   |
| в'язкість              | 48 СУС при 99 °C 127 СУС при 37,8 °C |
| індекс в'язкості       | 190-230                              |

Жирні кислоти, які присутні в олії жожоби
| Жирні кислоти           | Атомів вуглецю: подвійних зв'язків | Положення подвійного зв'язку | Частка (молярна частка) |
| Пальмітинова кислота    | С16:0                              | -                            | 0,3                     |
| Пальмітолеїнова кислота | С16:1                              | 9                            | 0,3                     |
| Стеаринова кислота      | С18:0                              | -                            | 0,2                     |
| Олеїнова кислота        | С18:1                              | 9                            | 9,3                     |
| Арахінова кислота       | С20:0                              | -                            | -                       |
| 11-Ейкозенова кислота   | С20:1                              | 11                           | 76,7                    |
| Бегенова кислота        | С22:0                              | -                            | сліди                   |
| Ерукова кислота         | С22:1                              | 13                           | 12,1                    |
| Лігноцеринова кислота   | С24:0                              | -                            | 0,1                     |
| Нервонова кислота       | С24:1                              | 15                           | 1,0                     |

Вміст жирних кислот олія жожоби може істотно відрізнятися в залежності від ґрунту і клімату, в якому вирощена рослина, а також коли його збирають і як добували олію. Загалом містить значну кількість мононенасичених жирних кислот, насамперед 11-ейкозенової кислоти.

## Використання
Олію жожоби використовують як заміну китового жиру і його похідних, таких, як цетиловий спирт. Заборона імпорту китового жиру в США із 1971 року призвели до відкриття, що олія жожоби «у багатьох параметрах перевершує кашалотове масло для його застосування в косметиці та інших промислових галузях.»
Олія жожоби зустрічається як добавка для багатьох косметичних продуктів, особливо тих, які позиціонуються як вироби з натуральних інгредієнтів. Такі продукти, як лосьйони і зволожуючі креми, шампуні і кондиціонери зазвичай містять жожобу. Чисту олію також можна використовувати для нанесення на шкіру, волосся або кутикулу.
Олія жожоби також може бути фунгіцидом, і може використовуватися для контролю мільдії.
Олія жожоби, подібно до олестри, їстівна, але некалоріна і не засвоюється, тобто, олія буде проходити кишкою в незмінному стані й може призвести до випорожнень, які називаються стеатореєю. Олія також містить близько 12,1 % ерукової кислоти, відносно загальної кількості жирних кислот, яка має токсичну дію на серце при досить високих дозах (у разі засвоєння).
Біодизель жожоби був вивчений, як недороге, стійке паливо, яке може слугувати замінником нафтового дизельного палива.

## Фотогалерея

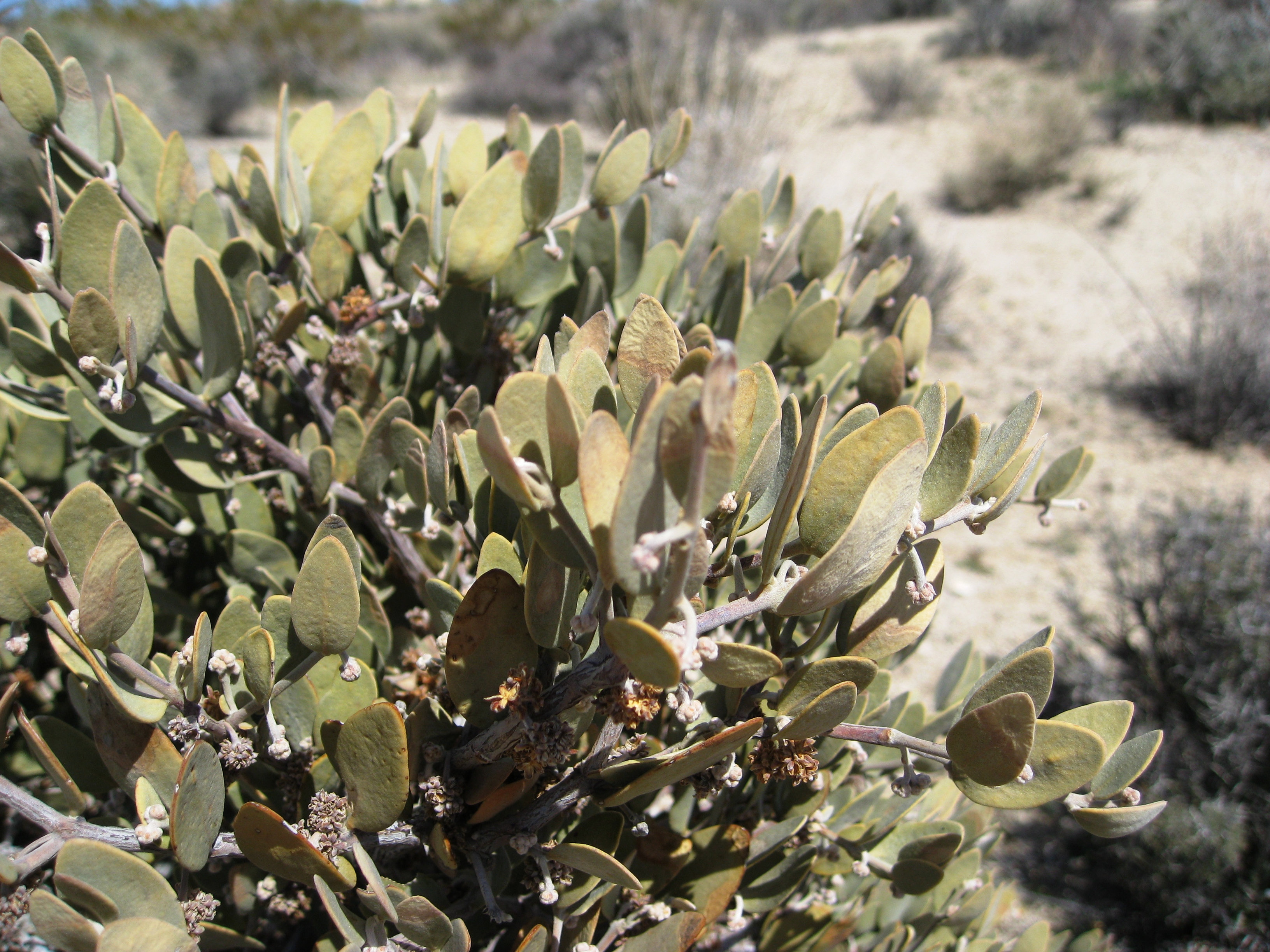
Рослина
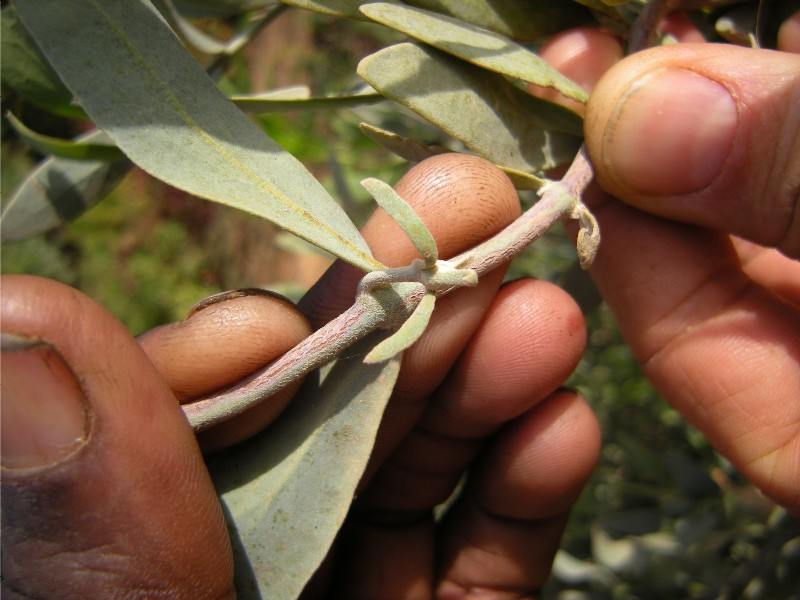
Жіноча квітка
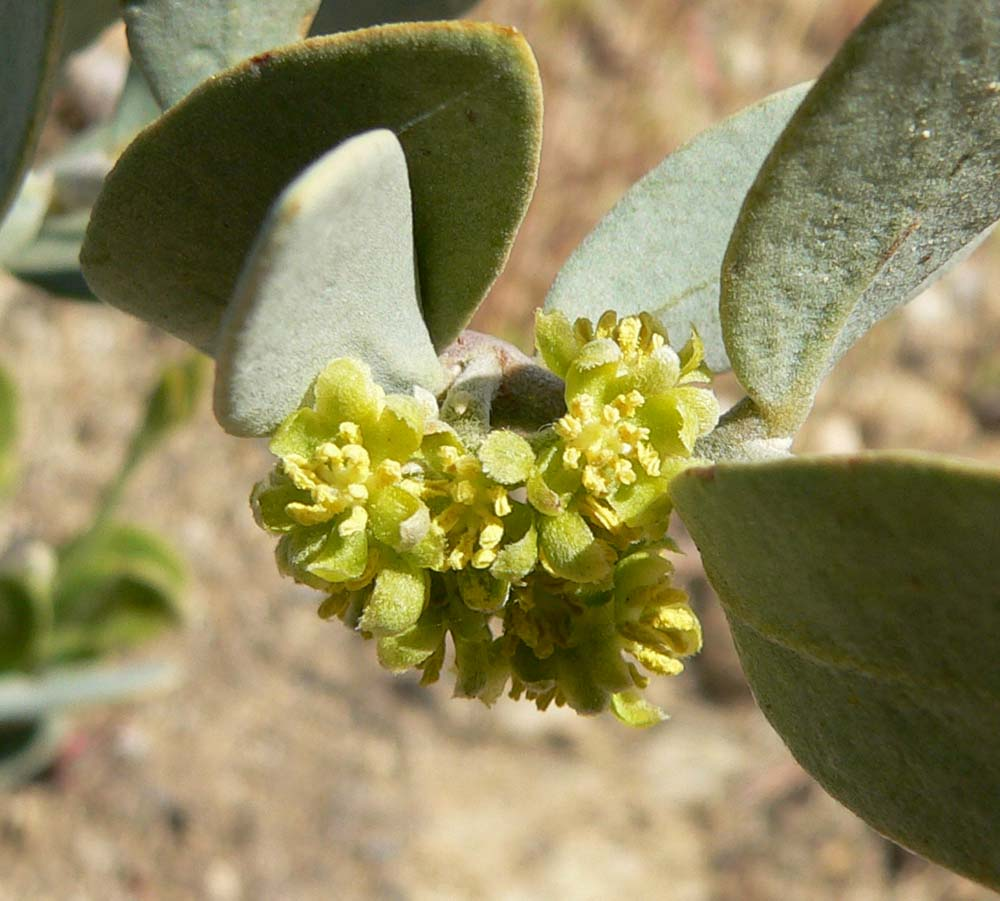
Чоловіча квітка
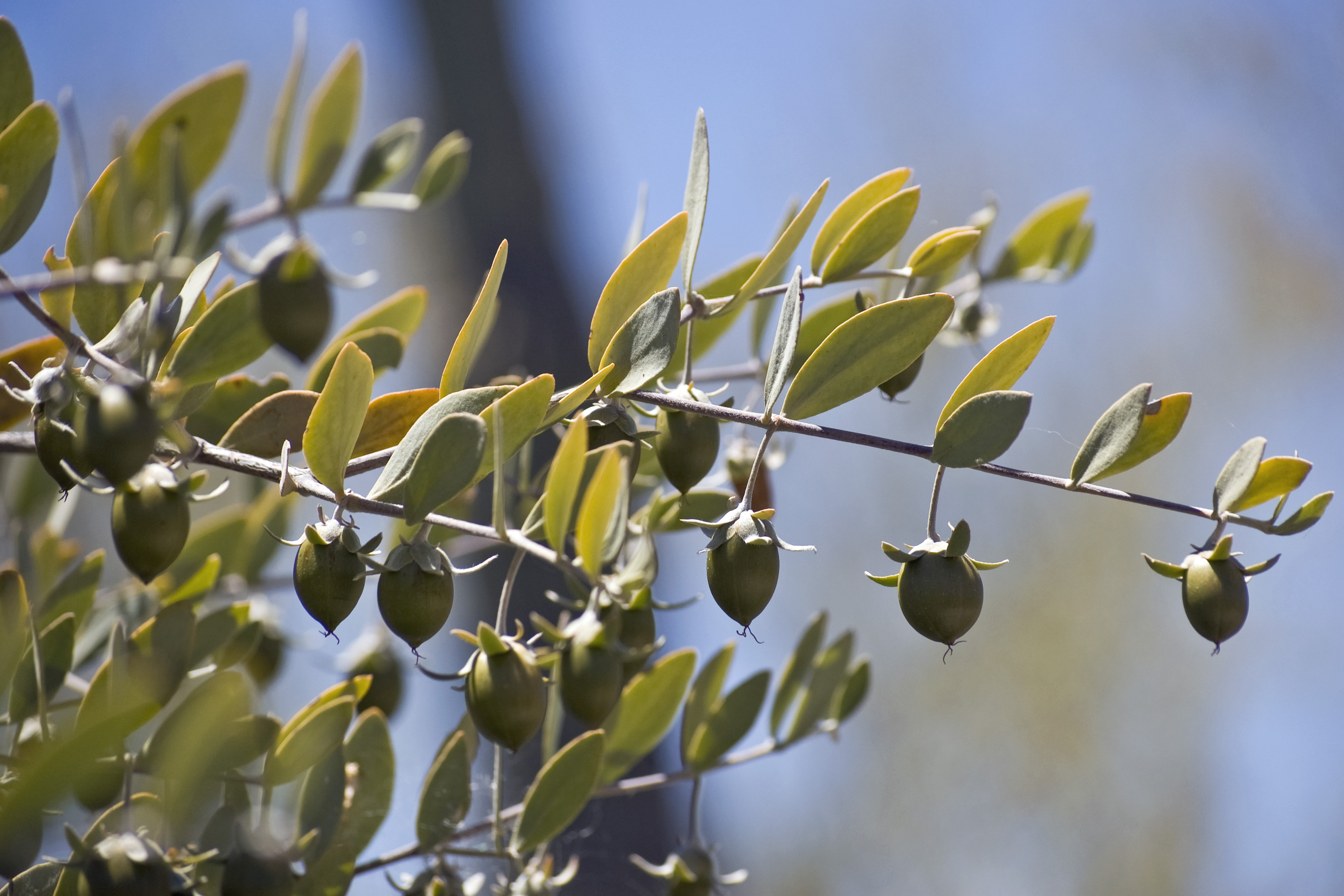
Фрукти
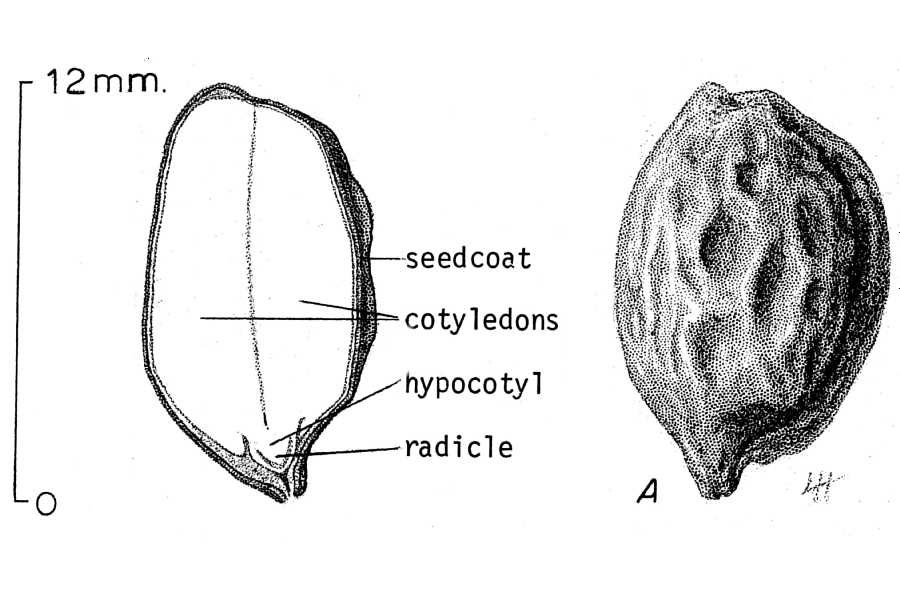
Структура насінини